# Transport au Québec

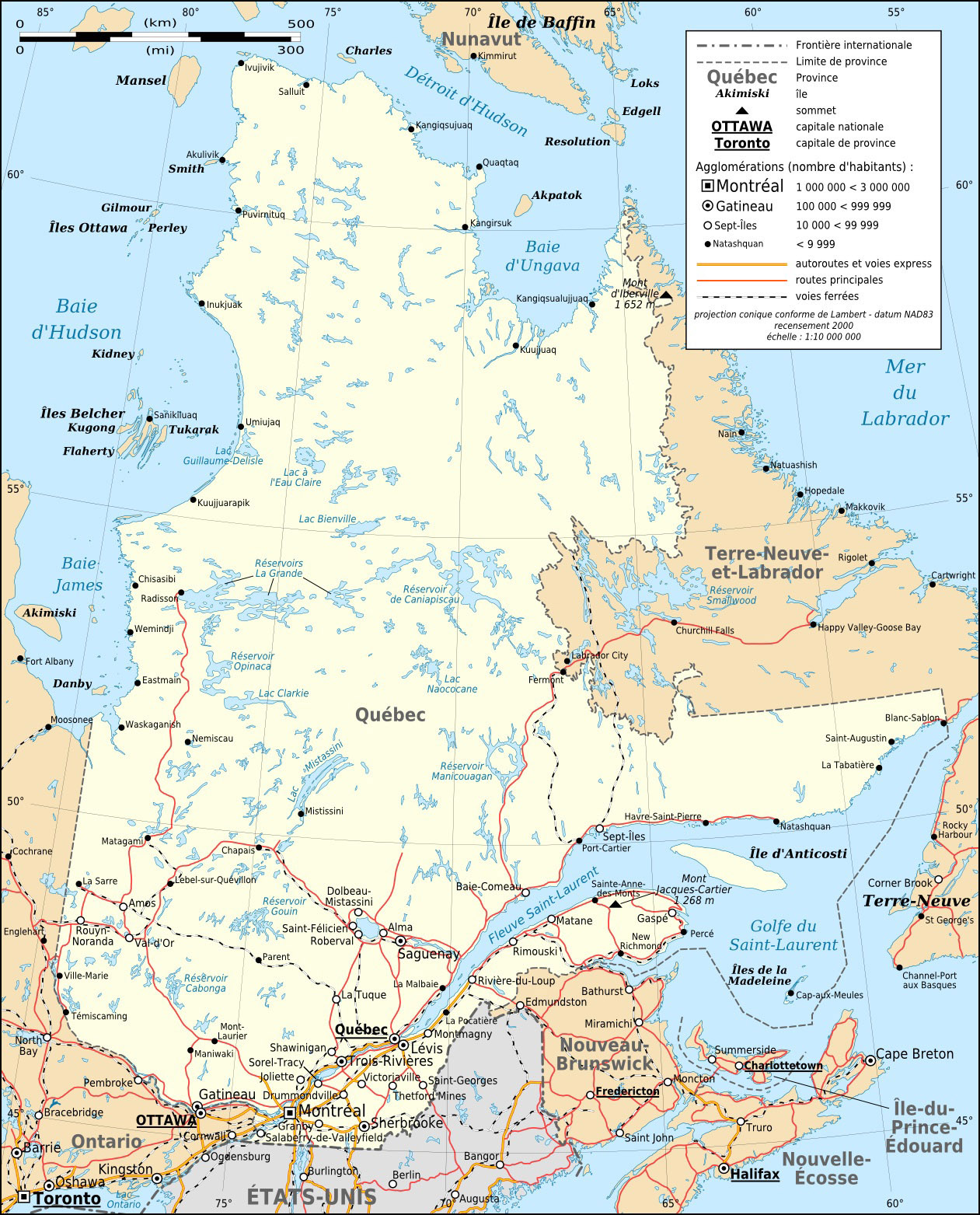
Carte des principales voies de communications terrestres.

Les transports au Québec sont l'ensemble des moyens de transports opérant dans la province canadienne de Québec. Ces transports et leur organisation sont notamment motivés par la grande superficie de la province et de sa population dispersée, jouant un rôle majeur dans la structure socio-économique de la province. Situé stratégiquement le long de l'Atlantique, grâce au fleuve Saint-Laurent, le Québec bénéficie d'un système portuaire vital, considéré comme l'un des plus importants du Canada, et jouant un rôle clé dans le commerce et la mobilité.
Le réseau de transport du Québec comprend des infrastructures diversifiées, par le mode de transport qu'elles représentent : s'étend sur environ 185 000 kilomètres un réseau routier, dont 31 000 km d'autoroutes, ainsi qu'un ensemble de voies ferrées, maritimes et aériennes. Ce réseau assure la liaison entre les différentes régions, y compris les plus isolées comme la Côte-Nord et le Nunavik. Les ports de Montréal et Québec, ainsi que le réseau ferroviaire intégré au système nord-américain, jouent un rôle clé dans la connectivité de la province.

## Réseau routier
Le réseau routier québécois comprend environ 185 000 km d'autoroutes, de routes nationales, régionales, de rues et de chemins locaux, ce qui en fait un réseau majeur en Amérique du Nord. On y retrouve aussi près de 12 000 ponts, tunnels, murs de soutènement, ponceaux et autres constructions appelés ouvrages d'art par le Ministère des Transports du Québec. Le réseau routier relie toutes les régions, mais se concentre principalement autour des grandes agglomérations de Montréal et Québec. 

### Autoroutes

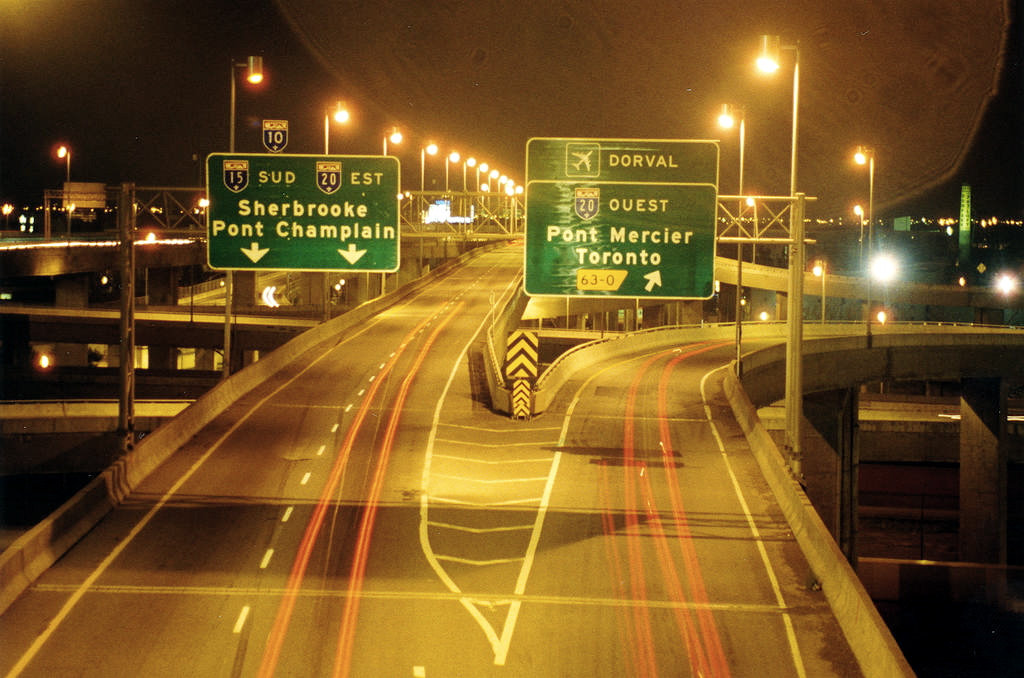
L’autoroute 15 en direction sud

Le système autoroutier québécois, composé d'environ 1 900 km de chaussées, principalement à quatre voies, relie efficacement les principales villes de la province. Inspiré du modèle des Interstates américains, ce système fixe la vitesse maximale à 100 km/h en milieu rural et entre 70 et 90 km/h en milieu urbain. Malgré sa faible proportion par rapport à l'ensemble du réseau routier québécois, il concentre plus de 80 % du trafic de la province. Les autoroutes 20 et 40 servent de liens majeurs est-ouest, tandis que les autoroutes 15, 55 et 73 forment les axes nord-sud essentiels. 
Le réseau routier québécois, s'étendant sur environ 185 000 km, intègre une variété d'autoroutes, routes nationales, régionales, et voies locales. Il comprend également près de 12 000 ponts, tunnels et autres ouvrages d'art, gérés par le Ministère des Transports du Québec. Avec une concentration majeure autour des grandes agglomérations telles que Montréal et Québec, ce réseau assure une connectivité étendue à travers toute la province.

### Routes provinciales

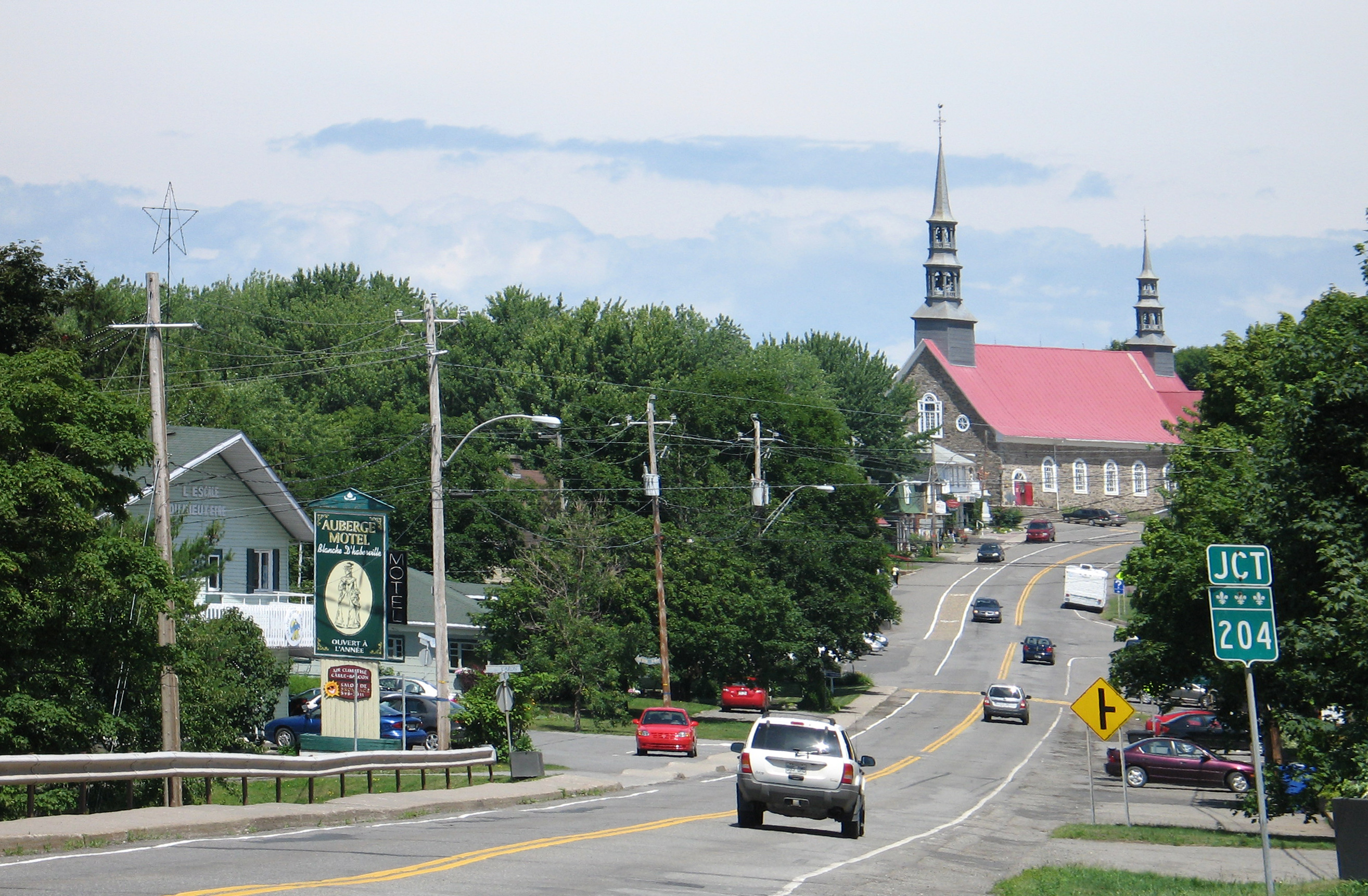
La route 132, près de l'intersection avec la route 204, à Saint-Jean-Port-Joli.

Les routes provinciales du Québec, numérotées de 101 à 399, assurent la liaison entre les villes régionales. Généralement constituées d'une voie par direction, séparées par un marquage au sol, elles peuvent parfois présenter des segments répondant à des normes autoroutières. C'est notamment le cas des routes 116 et 134 dans la région de Montréal, qui offrent des caractéristiques similaires à celles des autoroutes.

### Routes et rues municipales
La majeure partie des liens routiers restants relèvent principalement des municipalités. Ces routes ne sont pas numérotées sauf à quelques exceptions près comme à Montréal où, par exemple, la rue Sherbrooke et le boulevard Pie-IX sont numérotées 138 et 125 respectivement sur pratiquement toute leur longueur mais dont la gestion a été reléguée à la ville de Montréal. Les rues et artères municipales représentent cependant la très grande majorité des voies de circulation du Québec.

### Autres juridictions
Le reste des voies carrossables sont pour la plupart gérées par des entreprises comme Hydro-Québec ou encore par différents ministères, comme le Ministère des Ressources naturelles et de la Faune du Québec en ce qui concerne les chemins forestiers. 

### État du réseau

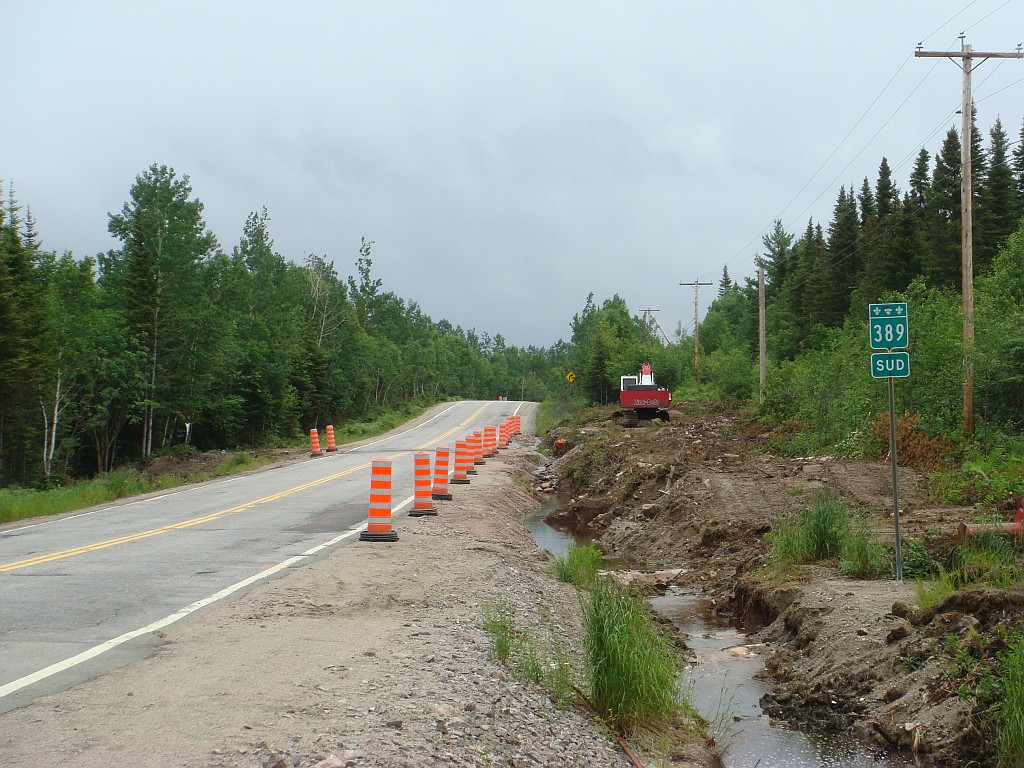
Chantier de construction sur la route 389 vers Baie-Comeau, près du barrage Manic-2.

La faible population par rapport à la grandeur du réseau, environ 42 habitants/km de route, comparativement à 70 en France et 73 aux États-Unis, a entraîné un sous-financement de l'entretien des routes. Jumelé au camionnage excessif (au détriment du transport ferroviaire encore sous-utilisé) et aux épisodes de gel-dégel, cela a mené à une dégradation très importante sur une très grande partie du système routier et autoroutier québécois. Des investissements majeurs de l'ordre de dizaines de milliards de dollars devront être faits afin de rehausser le niveau de qualité des routes et autoroutes à travers la province.
Certaines régions isolées, dans l'est ou au nord, sont ravitaillées par avion, par bateau ou par chemin de fer dans le cas de Schefferville. Sur la Côte-Nord, la route 138 s'arrête à Natashquan et ne relie pas les villages de la Basse-Côte-Nord au reste du Québec (environ 400 km manquants). La route 389 atteint la frontière du Labrador, à l'est de Fermont. La route de la Baie-James relie Matagami et Radisson. Les communautés du Nunavik ne sont pas reliées ni entre elles ni au reste du Québec par la route.

### Intégration des véhicules autonomes
L'adoption de véhicules autonomes constitue un développement récent notable dans le réseau de transport du Québec. Ces véhicules, définis selon les niveaux d’automatisation de la norme J3016 de la SAE International, bien que présents en nombre limité, sont désormais reconnus dans le Code de la sécurité routière du Québec. Ils promettent des améliorations en matière de durabilité et de sécurité routière. Le Plan d’action 2018-2023 de la Politique de mobilité durable – 2030 de la province prévoit des projets pilotes pour expérimenter et affiner l'usage de ces technologies avant-gardistes.

## Parc automobile
La taille du parc automobile québécois a considérablement augmenté depuis le début des années 1980. 
|                                 | 2007      | 2006      | 2001      | 1996      | 1991      | 1986      | 1981      |
| ------------------------------- | --------- | --------- | --------- | --------- | --------- | --------- | --------- |
| Véhicules de promenade          | 3 933 133 | 3 849 641 | 3 569 352 | 3 174 401 | 2 970 232 | 2 447 553 | 2 331 584 |
| Véhicules commerciaux et autres | 1 605 880 | 1 552 712 | 1 193 339 | 1 166 767 | 1 071 385 | 1 019 566 | 840 472   |
| Total                           | 5 539 013 | 5 402 353 | 4 762 691 | 4 341 168 | 4 041 617 | 3 467 119 | 3 172 056 |

|                | 2007      | 2006      | 2005      | 2004      | 2003      | 2002      | 2007/2006 | 2007/2002 à 2006 |
| -------------- | --------- | --------- | --------- | --------- | --------- | --------- | --------- | ---------------- |
| Automobiles    | 2 872 717 | 2 840 296 | 2 814 637 | 2 791 847 | 2 746 892 | 2 680 785 | 1,1 %     | 3,5 %            |
| Camions légers | 1 060 205 | 1 009 140 | 965 558   | 932 362   | 896 365   | 851 723   | 5,1 %     | 13,9 %           |
| Motocyclettes  | 135 380   | 132 006   | 131 185   | 122 183   | 109 812   | 100 328   | 2,6 %     | 13,7 %           |
| Cyclomoteurs   | 34 453    | 30 456    | 25 967    | 22 788    | 20 068    | 18 091    | 13,1 %    | 46,8 %           |
| Total          | 3 933 133 | 3 849 641 | 3 780 360 | 3 724 384 | 3 643 533 | 3 532 876 | 2,2 %     | 6,1 %            |

## Transport maritime

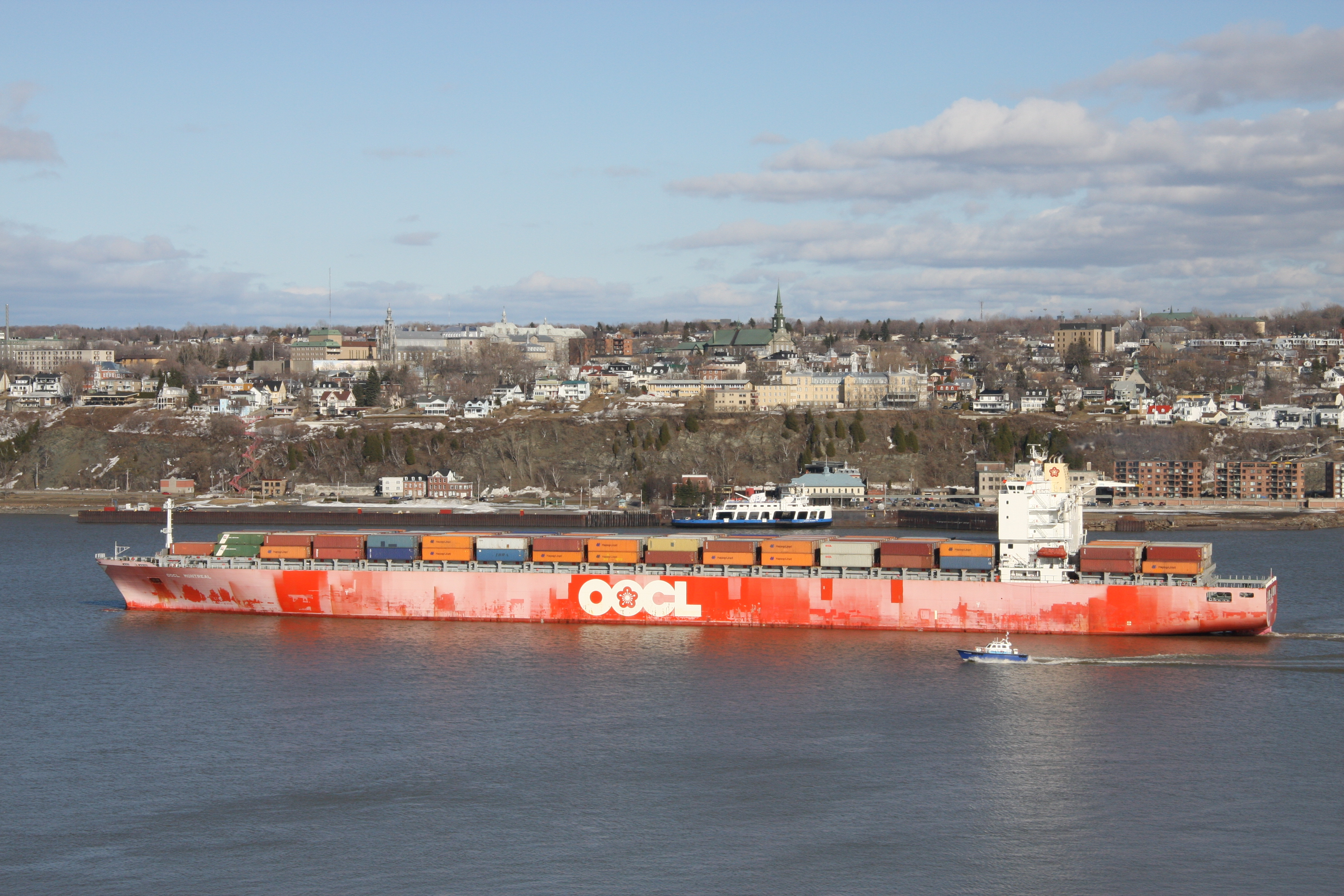
Le porte-conteneurs OOCL Montreal sur le fleuve Saint-Laurent en face de Lévis.

Les ports contribuent à l'économie québécoise en facilitant l'importation et l'exportation de matières premières et produits de toutes sortes. On retrouve au Québec huit ports destinés au transbordement des marchandises. En 2003, 3 886 cargos et 9,7 millions de tonnes de marchandises ont transité par la portion québécoise de la Voie maritime du Saint-Laurent. Les revenus générés par ce trafic se chiffrent à plus de 90 millions de dollars. Le Port de Montréal est le plus important port à conteneurs au Québec. Il est situé sur l'une des plus grandes voies navigables au monde, le fleuve Saint-Laurent. Il est également le troisième en importance de la portion nord-est de l’Amérique du Nord et le plus grand port intérieur du monde. Grâce à ses 17 600 emplois, directs et indirects, il génère des revenus annuels d'environ deux milliards de dollars. 
Le port de la ville de Québec, aussi situé à l'intérieur du continent à quelque 1 370 kilomètres de l'océan Atlantique, a vu sa croissance augmenter d'une façon fulgurante. Avec l'augmentation du niveau de l'eau, l'accès à celui de Montréal deviendra moins accessible en raison de la hauteur de dégagement des ponts. De plus, le port de Québec en eau profonde (15,5 mètres) peut accueillir des navires excédant 150 000 tonnes, et ce, tout au long de l'année. On trouve également des ports en eau profonde à Trois-Rivières, Bécancour, Sorel-Tracy ainsi qu'à Baie-Comeau, Port-Cartier et Sept-Îles. Ces derniers sont spécialisés dans la manutention des cargaisons en vrac et des marchandises lourdes.

## Transport ferroviaire

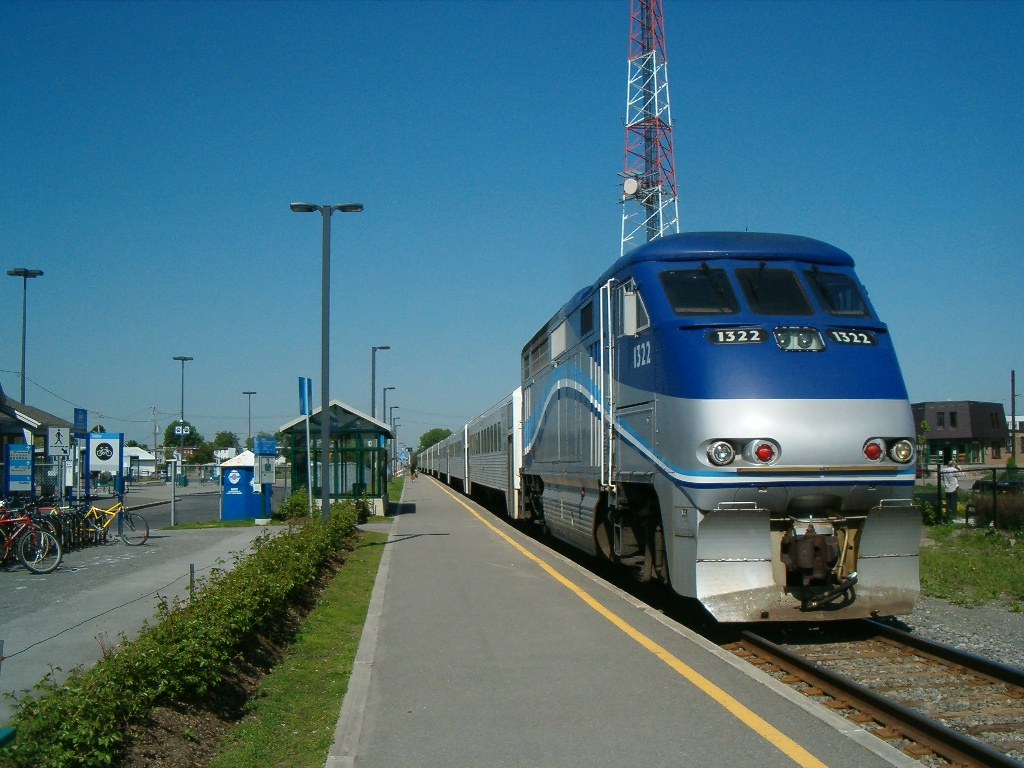
La gare Sainte-Thérèse.

Le Québec dispose également de 6 645 km de voies ferrées qui s’intègrent au grand réseau ferroviaire nord-américain. Bien que principalement destiné au transport des marchandises, le réseau ferroviaire québécois joue un rôle important dans le transport des passagers. Le transport interrégional se fait par la société fédérale VIA Rail Canada. Au cours de l'année 2000, plus de 4 000 employés y travaillaient. Le système fonctionne bien malgré le fait qu'il faut toujours près de quatorze heures pour parcourir les 1 000 km qui séparent Montréal de la Gaspésie et il est difficile de trouver un train reliant Québec, la capitale, à Montréal, après dix-huit heures.
Dans la région montréalaise, les autorités ont développé un réseau de trains de banlieue, géré par le Réseau de transport métropolitain et comportant six lignes. Le réseau relie le centre de la ville de Montréal aux banlieues dans un rayon maximal d'environ 50 kilomètres. 

## Transport collectif
Le transport collectif au Québec, essentiellement axé sur les services de bus et de tramway, joue un rôle central dans la mobilité urbaine et interurbaine. À Montréal, le système de métro complète l'offre de transport urbain, tandis que la ville de Québec envisage l'introduction d'un tramway.
Le réseau interurbain, principalement géré par des sociétés de transport locales comme la Société de transport de Montréal (STM) et le Réseau de transport de la Capitale (RTC) à Québec, offre une couverture étendue au sein des zones métropolitaines. Les services de transport en commun incluent également des options adaptées, des taxis collectifs et des vélos en libre-service.
En parallèle, le transport collectif interurbain est soutenu par des lignes de bus reliant les principales villes et régions, facilitant ainsi les déplacements entre les centres urbains et les communautés plus isolées. Des agences régionales, telles qu'exo dans la région métropolitaine de Montréal, assurent la gestion des trains de banlieue et des services d'autobus dans les couronnes nord et sud.

## Transport aérien

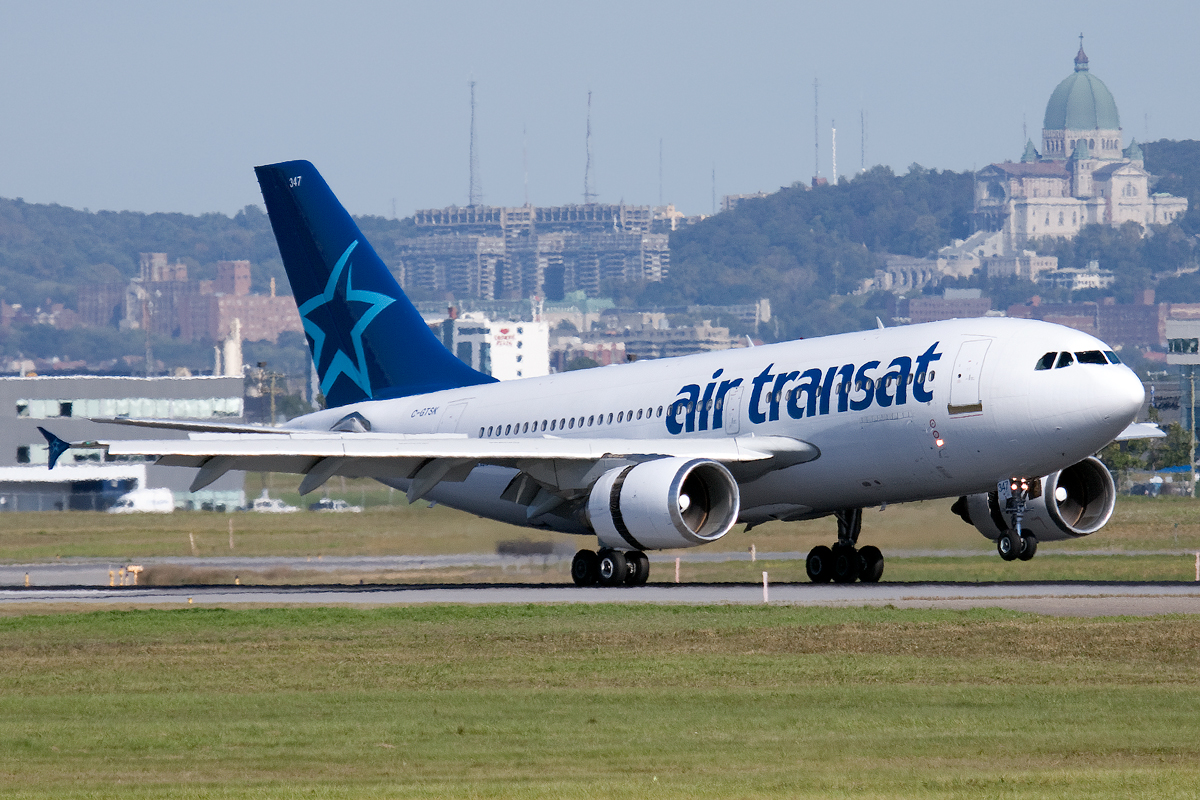
Un Airbus d'Air Transat, une compagnie aérienne québécoise.

Au Québec, on trouve deux types de réseau aérien : le réseau supérieur et le réseau local. Ces réseaux comprennent 43 aéroports qui offrent des services réguliers sur une base quotidienne. Trois aéroports sont situés dans les grands centres urbains, sept autres desservent les centres régionaux éloignés et 33 assurent les services dans les localités enclavées ou éloignées. 
Le Québec possède aussi trois aéroports internationaux. Les aéroports Pierre-Elliot-Trudeau de Montréal et Jean-Lesage de Québec assurent les vols de passagers et de marchandises alors que l’aéroport Montréal-Mirabel ne reçoit que les cargos de fret aérien et ce depuis novembre 2004. En 2003, les aéroports internationaux de la région de Montréal ont vu transiter 8,9 millions de passagers et 242 641 tonnes métriques de marchandises. L’Aéroport international Jean-Lesage dessert quant à lui plus d’un million de personnes.